# ATP13A2
La proteïna ATP13A2 (en anglès coneguda com a Probable cation-transporting ATPase 13A2) pertany a la família d'ATPases de tipus P que s'ocupen del transport de cations inorgànics i altres substrats a través de membranes cel·lulars. Està codificada pel gen ATP13A2.
Com a ATPasa de tipus P, forma part de les bombes biològiques presents en totes les formes eucariotes de vida. S'anomenen de tipus P, ja que durant el procés catalític es forma un aspartil fosfat amb l'àcid estable. Així doncs els processos d'unió al substrat, transport i alliberament estan fortament relacionats amb l'autofosforilació i autodesfosforilació de la proteïna.
En concret l'ATP13A2 té un paper rellevant a l'hora de regular les funcions lisosòmiques i tant les mutacions en el gen que la codifica com la seva interacció amb l'alfa sinucleïna han estat directament relacionats amb l'aparició de malalties neurodegeneratives.

## Estructura

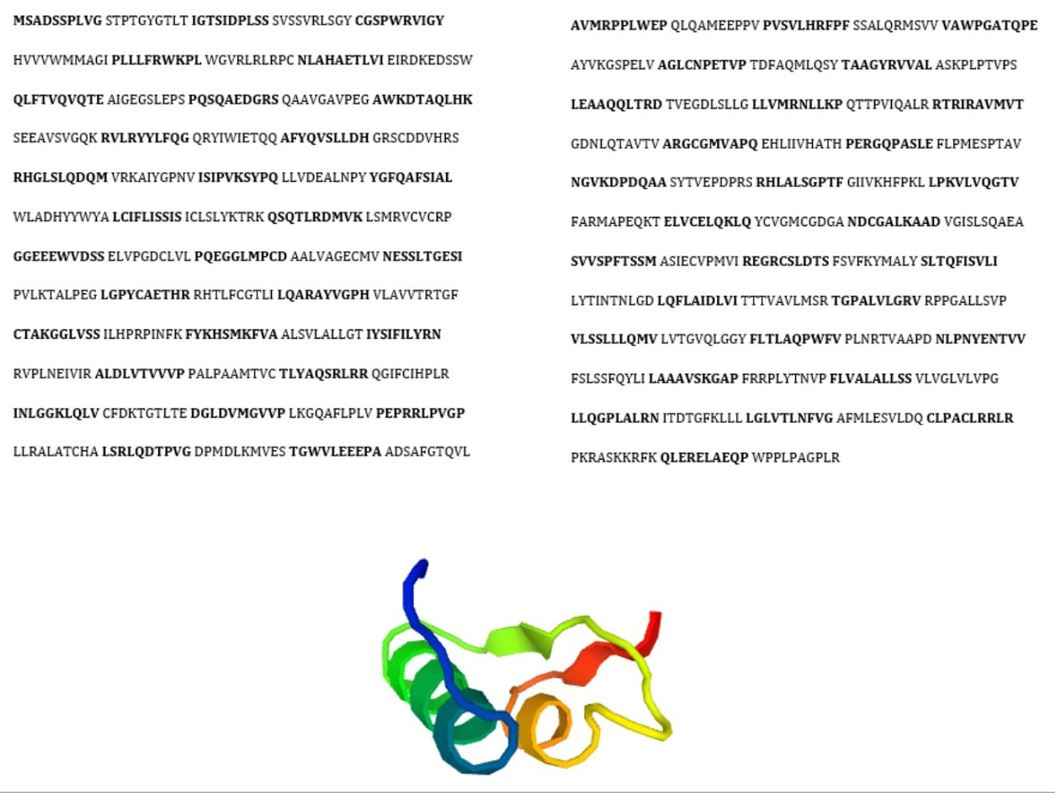
Seqüència d'aminoàcids i aproximació de la conformació que pren l'ATP13A2

L'ATP13A2 té almenys 4 dominis transmembrana en la meitat N-terminal de la proteïna i 6 dominis transmembrana en la seva meitat C-terminal, i els seus dos extrems, l'N i el C terminal, es troben en el citoplasma. La regió citoplasmàtica de la proteïna que es troba entre els dominis transmembrana 4 i 5 té capacitat catalítica de fosforilació.
S'han seqüenciat tres isoformes de la proteïna: 
- Isoforma A: és el que ha estat escollit com la seqüència canònica. Té 1180 animàcids i un pes molecular de 128794 Da.
- Isoforma B: Té 1158 aminoàcids i un pes molecular de 125977 Da.
- Isoforma C: Té 1175 aminoàcids i un pes molecular de 128323 Da.

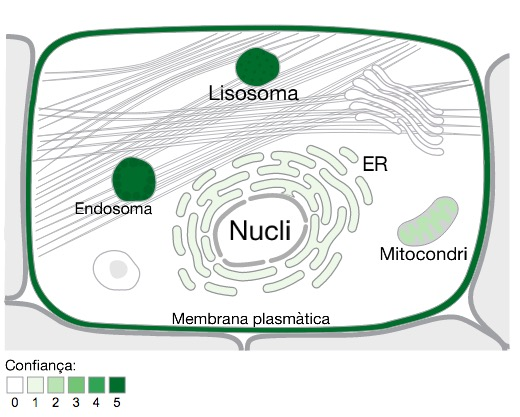
En aquesta imatge podem observar la presència proporcional de la proteïna ATP13A2 en els diferents orgànuls de la cèl·lula. Es concentra principalment en endosomes i lisosomes.

## Localització
Aquesta proteïna està expressada en el cervell, i els seus nivells es veuen incrementats en els subjectes amb malaltia de Parkinson i en els subjectes amb demència de cossos de Lewy. S'ha detectat la proteïna en les neurones piramidals ubicades al còrtex i en les neurones dopaminèrgiques de la substància negra. Es troba localitzada en les vesícules intracel·lulars de les neurones, incloent els lisosomes i els endosomes.

## Funció
Com a proteïna que forma part de les ATPases de tipus P, aquestes estan caracteritzades per ser unes bombes d'ions que utilitzen energia metabòlica (ATP) per activar el bombeig de substrats en contra del gradient electroquímic. Per a prevenir el reflux dels lligands, les ATPases utilitzen un mecanisme alternatiu mitjançant el qual es tanquen les vies de pas d'ions per part d'ambdues bandes de la membrana momentàniament fins que els ions són traspassats reeixidament a l'altra banda de la membrana. A més, l'afinitat pel substrat és diferent a banda i banda de la membrana, gràcies als canvis conformacionals que adopta la molècula a partir de les seves fosforilacions i desfosforilacions, fent que on hi ha menys concentració de substrat l'afinitat sigui major mentre que a l'altra banda es redueix, alliberant-lo espontàniament. Aquestes dues característiques permeten que puguin generar gradients electroquímics ràpidament.
Concretament, l'ATP13A2 efectua tasques de transport, com les que se li atribueixen en la regulació de processos vesiculars, ja sigui en la formació, transport o classificació de vesícules. Un clar exemple és el paper consolidat en la liquidació dels mitocondris i en l'eliminació de l'alfa-sinucleïna, clau en les vies d'autofagia. A més, l'ATP13A2 controla les vesícules dependents del Zn2+ i l'eliminació de l'alfa sinucleIna a través d'exosomes.

## Patologies relacionades amb l'ATP13A2
L'ATP13A2 ha sigut identificada com una de les causes d'algunes malalties neurodegeneratives, com la síndrome de Kufor-Rakeb (KRS), la malaltia del Parkinson i malalties del grup ceroidolipofuscionosi neuronals (NCLs), que són trastorns d'emmagatzematge dels lisosomes.
Tot i que l'activitat de l'ATP13A2 encara no està del tot definida, alguns estudis recents han pogut demostrar que la seva ausència causa problemes funcionals als lisosomes, alteracions sensorimotores, acumulació d'alfa-sinucleïna tal com passa amb Parkinson i la formació de dipòsits de lipofuscina característics de NCL.

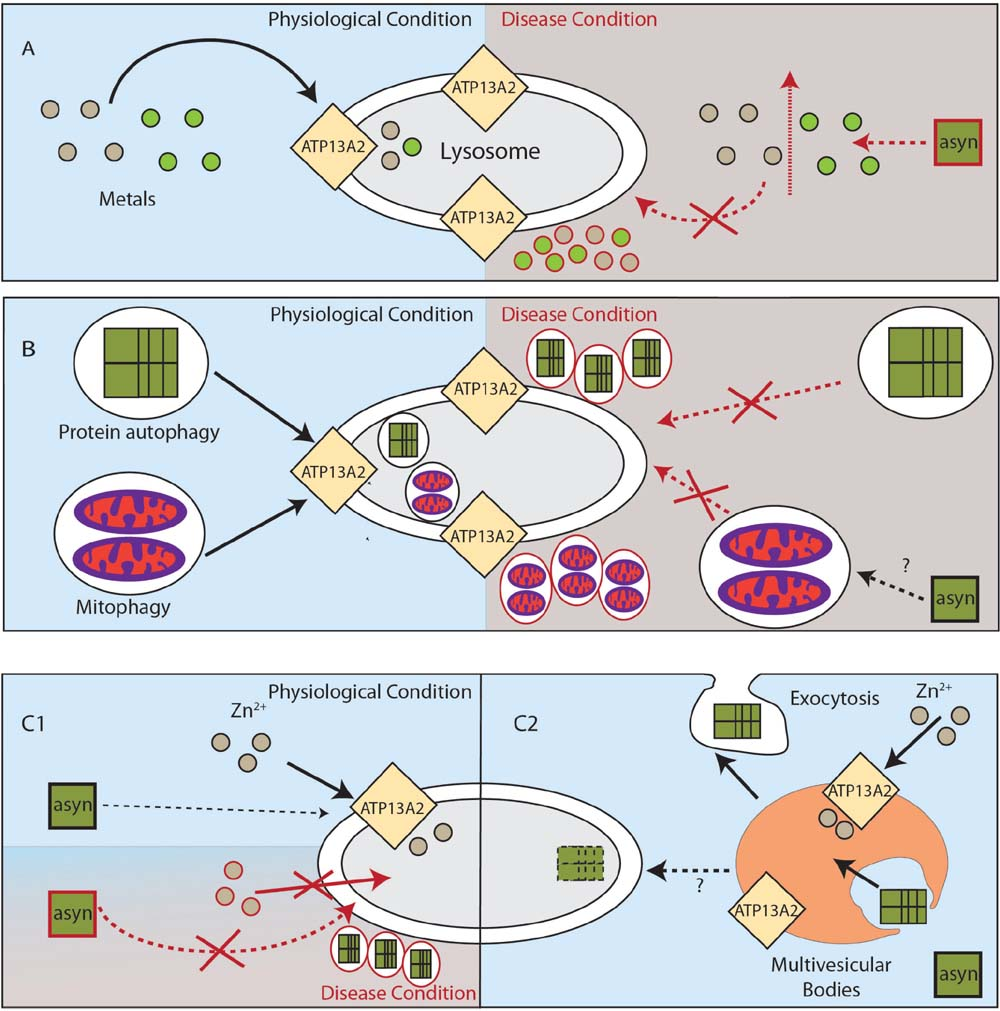
Vies intracel·lulars que uneixen l'alfa sinucleïna i l'ATP13A2. L'ATP13A2 (A) pot ser responsable de la depuració de metalls a través dels lisosomes (costat esquerre). Una errada en aquest procés, ja sigui per una mutació o per una anormal activitat reduïda de l'ATP13A2, pot induir una tòxica acumulació de metalls al citoplasma

Per tant, les mutacions en el gen ATP13A2 creen característiques patològiques pròpies de totes dues malalties en un sol organisme.

### Implicacions de l'ATP13A2 en la malaltia del Parkinson
L'alfa-sinucleïna és una proteïna que té un paper clau en el desenvolupament del Parkinson, ja que si no és degradada la seva concentració augmenta i s'acumula formant cossos de Lewy. Són aquests cossos els causants de la demència de cossos de Lewy i la malaltia del Parkinson.
Encara roman desconegut el mecanisme pel qual es formen els cossos de Lewy, però estudis recents apunten a que una de les causes podria ser un mal funcionament dels lisosomes a causa d'una mutació de l'ATP13A2. Es creu que si s'altera l'expressió de l'ATP13A2 i la proteïna expressada correctament disminueix, es produeix, també, una disminució en la concentració d'ions Zn2+ a l'interior dels lisosomes. Aquest fet provoca una menor eficiència en l'activitat hidrolítica i proteolítica que duen a terme aquests orgànuls a causa d'una alteració en l'equilibri iònic. Tot això desemboca en la incapacitat dels lisosomes per degradar, per exemple, l'alfa-sinucleïna, cosa que pot causar un greu dany a l'organisme, tal com s'ha esmentat anteriorment.
Els individus que presenten l'ATP13A2 mutada pateixen una deposició accelerada d'acumulacions de l'alfa-sinucleïna a l'hipocamp.

### Implicacions de l'ATP13A2 en la Síndrome de Kufor-Rakeb
S'han pogut identificar mutacions en l'ATP13A2 causants de la pèrdua de funció d'aquesta proteïna i de la conseqüent aparició de la síndrome de Kufor-Rakeb (KRS), un parkinsonisme juvenil. A més, s'ha detectat que, majoritàriament, les mutacions que es produeixen són o bé de deleció i inserció que afecten a pocs nucleòtids, o bé mutacions de sentit erroni (de l'anglès missense mutations), on un nucleòtid és intercanviat per un altre i el codó resultant codifica un aminoàcid diferent. Aquestes mutacions causen, per exemple, l'escurçament de la proteïna i la pèrdua d'estructura d'aquesta.
Estudis realitzats en fibroblasts de pacients amb diagnòstic de KRS mostren que la pèrdua d'ATP13A2 condueix a l'acumulació de l'alfa-sinucleïna i neurotoxicitat, alteració de l'acidificació i la capcitat de degradació lisosomal, disminució del processament proteolític dels enzims lisosomals, acumulació i ampliació dels lisosomes i disminució en la neteja dels autofagosomes.

#### Desbloqueig de l'ATP13A2 mitjançant un interruptor de lípids

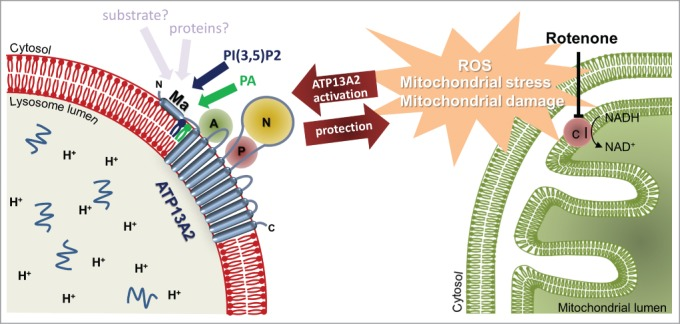
L'ATP13A2 provoca efectes protectors contra l'estrès mitocondrial. L'activitat del complex I mitocondrial (c I), que resideix a la membrana interna del mitocondri, és inhibida per la rotenona

Sabent que l'ATP13A2 està relacionada amb la síndrome de Kufor-Rakeb i el Parkinson perquè proporciona protecció contra l'acumulació d'alfa sinucleïna i la intoxicació per Zn2+, Mn2+ i Fe3+, s'ha demostrat que l'ATP13A2 conté una única extensió N-terminal hidrofòbica que es troba en la membrana citosòlica del lisosoma, on entra en contacte amb els lípìds de senyalització lisosomal àcid fosfatídic (PA) i fosfatidilinositol (3,5) bifosfat [PI (3,5)P2].
A més, s'ha pogut determinar la forma en la qual l'ATP13A2 s'acumula. Es troba en un estat inactiu és llavors quan PA i PI(3,5)P2 entren en acció, estimulant l'activació de la seva autofosforilació. Per tant, només quan l'ATP13A2 es troba en un estat catalíticament actiu pot funcionar com una molècula protectora a nivell cel·lular contra l'estrés mitocondrial induït per la rotenona, basat en la disponibilitat de PA i PI(3,5)P2.
Aquests lípids tenen relació amb l'extensió N-terminal hidrofòbica, la qual els reconeix específicament. Tant PA com PI (3,5)P2 tenen dos punts d'unió lipídica (LBS3 i LBS2 respectivament) els quals s'ha demostrat
que una mutació en algun d'aquests punts d'unió provoca l'inhibició de l'efecte protector que ofereix l'ATP13A2 en un estat d'estrès cel·lular. Aquesta dependència lipídica en el mecanisme d'activació també es va detectar en la protecció que ofereix contra la intoxicació per Zn2+, Mn2+ i Fe3+.
A partir d'aquesta relació entre aquest parell de lípids i l'ATP13A2 s'obra una finestra de possibilitats terapèutiques en què la clau es troba en la unió de l'N-terminal amb PA i PI(3,5)P2 per tal de desbloquejar l'activitat de la proteïna i d'aquesta manera reduir la toxicitat de l'alfa sinucleïna o l'estrés mitocondrial en casos de Parkinson o patologies similars.

### ATP13A2 en NCL
Les NCL (Lipofuscinosi Ceroide Neuronal) són un grup de malalties neurodegeneratives que es caracteritzen per l'acumulació de lipopigments fluorescents a dins dels lisosomes de les neurones i altres tipus cel·lulars. Un estudi recent mostra que una mutació de sentit erroni en l'ATP13A2 pot causar una forma juvenil de NCL. Els individus afectats presenten la patologia típica de NCL combinada amb símptomes més habituals de KRS.
Els individus que presenten l'ATP13A2 mutada pateixen una deposició accelerada de l'emmagatzematge dels lipopigments fluorescents al cerebel i a l'hipocamp en etapes joves de vida. També es troben acumulacions al còrtex cerebral, però en quantitats menors.
Cal destacar que l'acumulació de lipopigments fluorescents és més pronunciada a l'hipocamp, que és on s'acumula també l'alfa-sinuclïna. Aquest fet suggereix que hi hagi una relació entre l'acumulació de lipopigments fluorescents i la formació d'alfa-sinucleïna insoluble.